# SsangYong Istana
SsangYong Istana – samochód osobowo-dostawczy typu van klasy średniej produkowany pod południowokoreańską marką SsangYong w latach 1995–2003.

## Historia i opis modelu

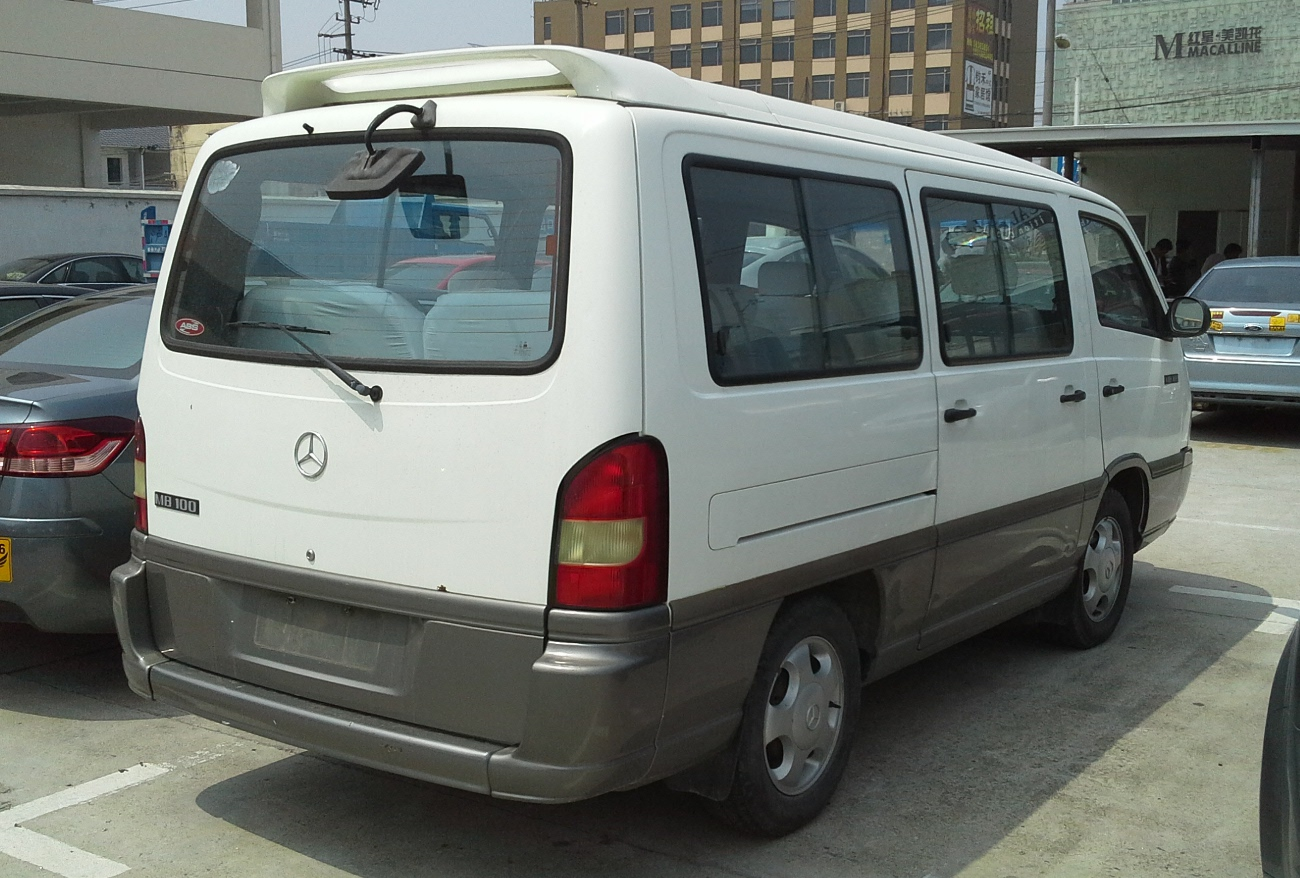
azjatycki Mercedes-Benz MB100 – tył

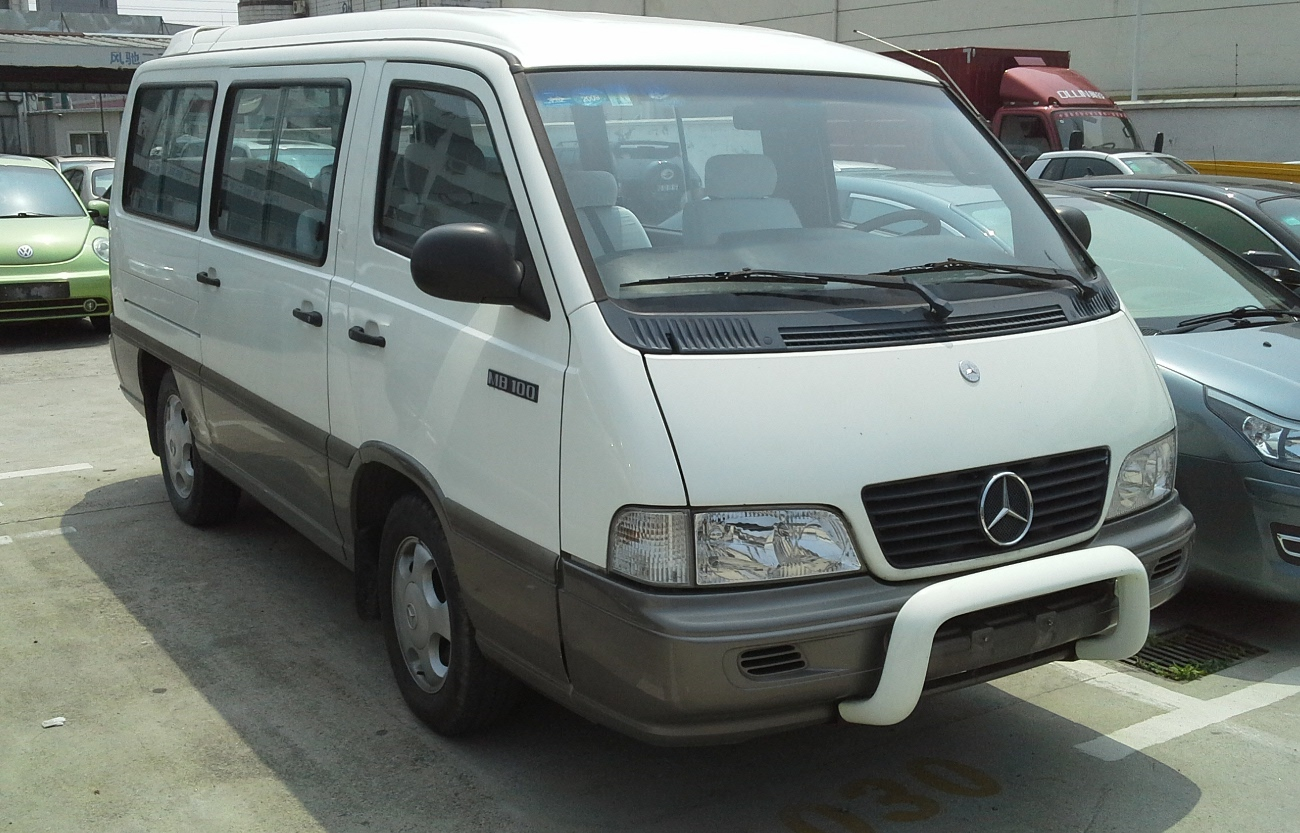
Mercedes-Benz MB100

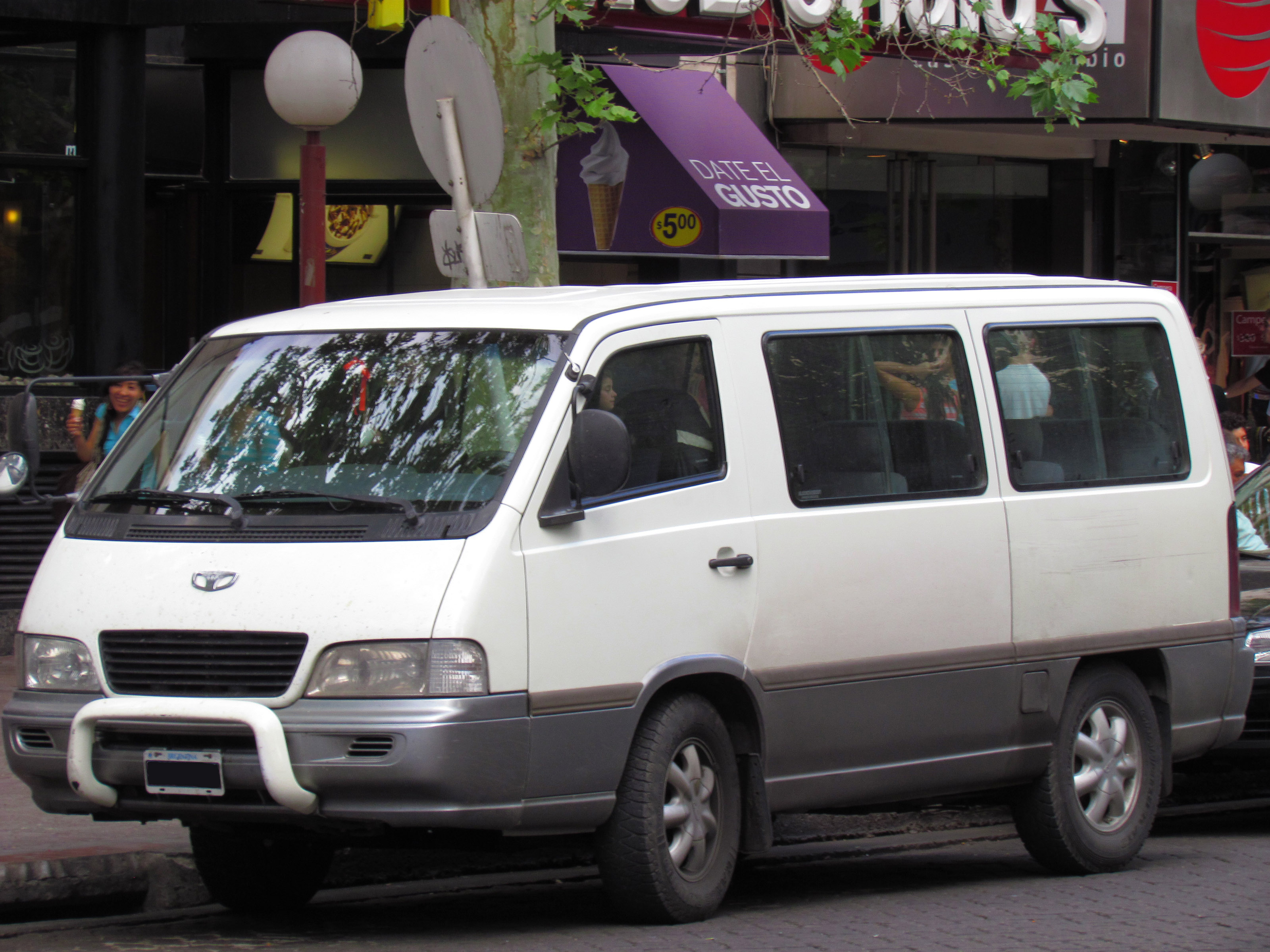
Daewoo Istana

W ramach zawartej na początku lat 90. XX wieku współpracy między Daimlerem-Benzem, a SsangYong Motor, niemiecki koncern udostępnił m.in. starsze rozwiązania technologiczne i elementy konstrukcyjne. W ten sposób powstał SsangYong Istana, duży van oferowany zarówno jako samochód dostawczy, jak i  osobowy minibus będący głęboko zmodernizowanym Mercedesem MB100.
Z pierwowzorem Istana dzieliła podobną, jednobryłową sylwetkę nadwozia z silnikiem umieszczonym pod kabiną pasażerską, ukrytym między kierowcą a pasażerem, a także długim przednim zwisem. Jednocześnie samochód otrzymał nowocześniejszą, bardziej zaokrągloną sylwetkę, reflektory i lampy. Wariant osobowy umożliwiał przewiezienie maksymalnie 12 pasażerów w czterech rzędach siedzeń.
Deska rozdzielcza przyjęła kanciasty kształt, z masywną konsolą centralną i masywnym, rozbudowanym tunelem środkowym z uchwytami na kubki i umieszczonym bliżej kierowcy lewarkiem zmiany biegów.

### Sprzedaż
SsangYong Istana był sprzedawany na rynkach globalnych pod różnymi nazwami. Po przejęciu SsangYonga przez Daewoo, samochód przemianowano na nazwę Daewoo Istana, pod którą sprzedawano go w latach 1999–2002.
W Chinach, Azji Wschodniej, Australii i Nowej Zelandii samochód sprzedawano równolegle pod marką Mercedes-Benz jako Mercedes-Benz MB100/140.
W 2009 roku Istana ponownie trafiła do sprzedaży w Chinach, tym razem pod marką Maxus jako Maxus Istana, gdzie oferowano i produkowano ją do 2014 roku.

### Silnik
- L5 2.9l OM602 Diesel 95 KM